# Tourrée de l'Aubier
Tourrée de l'Aubier est une marque commerciale apposée sur un fromage industriel fabriqué dans la commune de Bénestroff dans la Moselle par la Compagnie des Fromages & RichesMonts (filiales en partenariat appartenant respectivement aux groupes agroindustriels Savencia Fromage & Dairy et Sodiaal.

## Présentation
Fromage à base de laits de vache mélangés et pasteurisés, à pâte molle à croûte fleurie cerclé d'un bois prélevé dans l'aubier de l'épicéa. Il fut fabriqué en petit format d'un poids moyen de 200 grammes et en grand format pour la distribution à la coupe des crèmeries.